# Waltham Abbey (Stadt)
Waltham Abbey ist eine vorstädtische Marktgemeinde und ein Civil Parish im Epping Forest District in Essex. Die Stadt liegt auf dem Meridian von Greenwich, zwischen dem Fluss Lea im Westen und Epping Forest im Osten. Sie ist 14 Meilen vom Zentrum Londons entfernt und liegt am Rande von Nordost-London, mit dem Metropolitan Green Belt im Norden, Osten und Süden der Stadt. Für statistische Zwecke wird Waltham Abbey in die Metropolregion London (Greater London Urban Area) einbezogen. Sie hatte 2019 über 22.000 Einwohner.
Die Stadt hat ihren Namen von und ist bekannt für ihre ehemalige Abtei Waltham Abbey, die letzte in England, die aufgelöst wurde, heute die Abteikirche von Waltham Holy Cross. Die Stadt liegt innerhalb der großen Zivilgemeinde Waltham Abbey, die bis 1974 als Waltham Holy Cross bekannt war. Die Gemeinde hat einen Stadtrat und ist mit der deutschen Stadt Hörstel partnerschaftlich verbunden.

## Geschichte
Die aufgezeichnete Geschichte der Stadt begann während der Herrschaft von Knut dem Großen im frühen 11. Jahrhundert, als sein Standartenträger Tovi oder Tofig der Stolze hier eine Kirche gründete (oder wieder aufbaute), um das angeblich wundertätige Kreuz zu beherbergen, das bei Montacute in Somerset entdeckt wurde. Es ist dieses Kreuz, das Waltham den frühesten Zusatz zu seinem Namen gab. Nach Tovis Tod um 1045 fiel Waltham an den König (Eduard der Bekenner) zurück, der es an den Grafen Harold Godwinson (späterer König) weitergab. Harold baute Tovis Kirche um 1060 in Stein wieder auf, angeblich aus Dankbarkeit für seine Heilung von einer Lähmung durch das Gebet vor dem wundertätigen Kreuz. Die Bewohner von Waltham nutzten die Abtei als ihre Pfarrkirche und zahlten ihren Zehnten, bearbeiteten die Flur wie jedes andere Land ihres Herrn und entrichteten andere Abgaben an die Herren.
Der Legende nach wurde Harolds Leichnam nach seinem Tod in der Schlacht von Hastings im Jahr 1066 nach Waltham gebracht und in der Nähe des Hochaltars beigesetzt. Heute ist die Stelle durch eine Steinplatte auf dem Kirchhof markiert (ursprünglich der Ort des Hochaltars vor der Reformation). Die Abhängigkeit der Stadt von der Abtei zeigt sich in ihrem Niedergang, nachdem die Abtei 1540 als letzte funktionierende Abtei oder Kloster aufgelöst und teilweise abgerissen wurde.
Im 17. Jahrhundert wurde in der Stadt eine Schießpulverfabrik eröffnet, zweifelsohne aufgrund der guten Flussverbindungen und des leeren Sumpfgebietes am River Lea, es bildet heute ein Museum. Die Fabrik wurde 1787 an die Regierung verkauft und im Laufe des nächsten Jahrhunderts stark erweitert und zu den Waltham Abbey Royal Gunpowder Mills ausgebaut. Im 19. Jahrhundert begann die Suche nach leistungsfähigeren und zuverlässigeren Treibladungssprengstoffen, welche ab 1863 hier von Frederick Abel Guncotton entwickelt wurden.
Der Standort war während des Zweiten Weltkriegs ein offensichtliches Ziel. Am 7. März 1945 landete eine deutsche V-2-Rakete in der Nähe der Fabrik in der Highbridge Street und verursachte erheblichen Sachschaden und viele Todesopfer. Nach dem Zweiten Weltkrieg wurde Waltham Abbey eine Vorstadt von London und es entstanden viele Neubausiedlungen.

## Sehenswürdigkeiten
Die mittelalterliche Abteikirche von Waltham wurde aufgrund ihrer Nähe zu einer Stadt erhalten und wird noch immer als Pfarrkirche genutzt. Darüber hinaus gibt es weitere Überreste der ehemaligen Abtei.

## Sport
Der lokale Fußballklub FC Waltham Abbey spielte 2020 in der Isthmian League.

## Verkehr
Waltham Abbey wird von den Bahnhöfen Waltham Cross (British Rail), Theobald’s Grove und Chingford (London Overground) angefahren. Die nächstgelegene Londoner U-Bahn-Station ist Loughton, die von der Central Line angefahren wird. Waltham Abbey liegt an der London Orbital Motorway, die einen effizienten Transport mit dem Kraftfahrzeug rund um London ermöglicht.

## Söhne und Töchter der Stadt
- Laurentius von Durham (1110/1114–1154), Benediktinermönch, Dichter und Bischof
- Ben Green (* 1998), Automobilrennfahrer